# 森岡洋一郎
森岡 洋一郎（もりおか よういちろう、1975年1月10日 - ）は、日本の政治家。衆議院議員（1期）、埼玉県議会議員（1期）を務めた。民主党所属。

## 概要
埼玉県久喜市出身。埼玉県立浦和高等学校、早稲田大学法学部卒業。大学卒業後、松下政経塾に入塾する。
2002年から2006年まで民主党の武正公一衆議院議員（埼玉1区選出）の秘書を務めた後、2007年の埼玉県議会議員選挙に春日部市選挙区（東第8区）から出馬し、初当選した。同年12月、久喜市議会議員石川忠義（2015年4月より埼玉県議会議員（無所属県民会議））との公認争いを制して民主党埼玉県第13区総支部長に就任し、第45回衆議院議員総選挙での民主党公認候補に内定。2008年9月、総選挙出馬に備え、埼玉県議会議員を辞職する。2009年8月、第45回衆議院議員総選挙に立候補し、埼玉13区で自由民主党現職の土屋品子（土屋義彦元埼玉県知事の次女）、社会民主党現職の日森文尋、森岡の公認に反発し無所属で出馬した元民主党衆議院議員の武山百合子らを破り、当選した。当選後は、武正も所属する花斉会に入会した。
2011年民主党代表選挙においては、所属グループ会長である野田佳彦の推薦人をつとめた。2012年12月の第46回衆議院議員総選挙に埼玉13区から出馬するも、前回下した土屋に敗れ比例復活ならず落選した。次期総選挙においては民主党公認候補として再出馬の予定であったが、2014年7月、健康問題を理由に公認を辞退し支部長を退任した。2016年3月から松下政経塾研修二部部長を務めている。　　　　　　　　